# Workfare

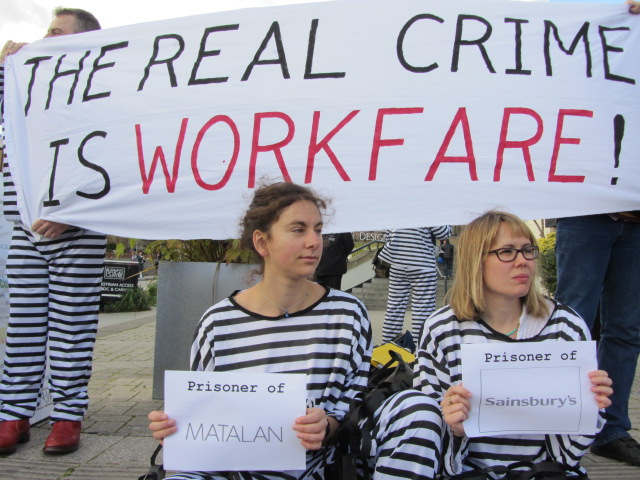
Alcuni lavoratori in protesta contro il workfare. Nello striscione si può leggere "Il workfare è il vero crimine".

Il workfare è un modello alternativo al classico stato sociale che consiste in politiche di welfare in cui la collettività non gode di vantaggi, sicurezza sociale e cura comuni a tutti i cittadini, ma ogni cittadino riceve un programma di welfare personale fornito assieme al contratto di lavoro, legando a questo la possibilità di ricevere servizi basilari come l'assistenza medica.
Con questo metodo il contratto di lavoro diventa essenziale per una vita libera, e si appaltano diritti basilari alla responsabilità del datore di lavoro, aumentando i rapporti di forza diseguali in cui chi lavora si ritrova in una posizione di ricatto.
Il termine deriva dall'unione di work e welfare. Si tratta di progetti soprattutto americani (gli USA infatti si stanno allontanando gradualmente dai programmi di assistenza sociale, accentuando così l'enorme disagio sociale e lo sfruttamento sul posto di lavoro) "che condizionano gli aiuti sociali all'obbligo di lavorare per coloro che ne beneficiano" (Barbier).
Esempio pratico in Italia che incarna questo spirito sono i L.S.U. (Lavori socialmente utili d.lgs. n°468/1997).